# Nanhermannia triangula
Nanhermannia triangula är en kvalsterart som beskrevs av K. Fujikawa 1990. Nanhermannia triangula ingår i släktet Nanhermannia och familjen Nanhermanniidae. Inga underarter finns listade i Catalogue of Life.